# イングリッシュ・ガードナー
イングリッシュ・ガードナー（English Gardner、1992年4月22日 - ）は、アメリカ合衆国の陸上競技選手。短距離走、特に100 mと200 mを専門とする。2013年に全米陸上競技選手権大会100 mで優勝し、モスクワで開かれる世界選手権への切符をつかんだ。この時記録した10秒85（風速：+1.8 m/s）は、準決勝でバーバラ・ピエールが出した記録と並び、2013年の全米選手権での最高記録かつ、自身の新記録となった。モスクワの世界選手権では、100 mに出場したが、惜しくも10秒97（風速：-0.3 m/s）で4位となり、表彰台入りを逃した。なお、4×100mRでは第3走者を務め、銀メダルを獲得している。
オレゴン大学代表として出場した2011年のパシフィック12カンファレンスにおいては、11秒03（風速：+0.6 m/s）でアメリカジュニア記録を打ち立てている。この記録はアンジェラ・ウィリアムズが1999年に出した記録を上回っているが、まだ公認されていない。
2016年リオデジャネイロオリンピックでは100mに出場、同種目の注目選手の1人と目され、決勝進出者8人のうち7人が11秒を切る好レースの中で10秒94をマーク、7位に入賞した。